# Arapaçu-de-bico-vermelho
Trepa-troncos-de-bico-vermelho ou arapaçu-de-bico-vermelho (Hylexetastes perrotii) é uma espécie de ave da família Dendrocolaptidae.
Pode ser encontrada nos seguintes países: Bolívia, Brasil, Guiana Francesa, Guiana, Suriname e Venezuela.
Os seus habitats naturais são: florestas subtropicais ou tropicais húmidas de baixa altitude.